# 尾瀬原ダム計画
尾瀬原ダム計画（おぜがはらダムけいかく）とは、一級河川・阿賀野川水系只見川の最上流部、水源である尾瀬（尾瀬ヶ原、現・尾瀬国立公園）に計画されていたダム計画である。当初は水力発電単独、後に利根川水系へ分水して首都圏の水需要を賄う目的も考慮された「尾瀬分水計画」の中核事業であった。
只見川が尾瀬ヶ原より流出する地点に、堤高 85.0 m のロックフィルダムとして計画されていた。仮に完成すれば奥只見ダム・田子倉ダムに次いで只見川では第3番目の規模となるが、完成すれば尾瀬は完全に水没していた。このため自然保護の観点、及び流域都県の水利権についての利害対立により反対意見が噴出し、1966年以降計画は凍結された。事業主体の東京電力も最終的にダム計画を完全に断念し、1996年には尾瀬沼の水利権のうち尾瀬原ダムに関連する部分を放棄している。
この尾瀬原ダム計画を機に、日本の組織的な自然保護運動が誕生した。

## 沿革
只見川流域は急流で、かつ豊富な降水量によって流量は極めて多く、さらには落差も大きいため明治時代以来水力発電の有望な地点として注目されていた。1911年（明治44年）電気事業法が施行されると福澤桃介や松永安左エ門、浅野総一郎などによって本格的な水力発電開発が行われ、大井ダム（木曽川）や小牧ダム（庄川）など大規模なダム式発電所が盛んに建設されるようになった。
当時関東地方において水力発電を推進していた関東水電株式会社（後の東京発電）は、こうした風潮の中で豊富な水量と高落差を有する尾瀬に着目、ここにダムを建設して水力発電を行おうと考えていた。そして1919年（大正8年）、尾瀬沼にダムを建設するために水利権を獲得すべく河川管理者である群馬県知事に対して水利権の申請を行った。当時は旧河川法の規定で、河川管理は原則都道府県知事が行うものと定められていたため、知事への申請となった。
電源開発は富国強兵の理念に叶っており、当時工業生産が盛んになりつつあった日本経済を牽引するために必要不可欠であった。このことから、当時原内閣の内務大臣であった床次竹二郎は群馬県に対し関東水電の水利権申請を認めるように強力に推進した。内務省は地方自治を統括する官庁であり、かつ河川管理においても河川改修を直轄で実施するなど両方の立場からこの問題に対する関係が深かった。こうした内務省の強力な後援もあり、1921年（大正10年）に関東水電は尾瀬沼の水利権を獲得した。その後、電力業界の合併が進み、水利権は東京電燈が所有するようになった。
昭和に入ると、戦時体制の進行に伴い重化学工業を中心にさらなる産業育成が求められ、これに伴い電力供給が不可欠となった。電力行政を管轄していた逓信省は全国の河川において1937年（昭和12年）より1941年（昭和16年）までの約四年間、第三次発電水力調査を実施した。この調査では、当時の内務省土木試験所長でダム技術の第一人者であった東京帝国大学教授・物部長穂が、河水を総合的に利用するため水系を一貫して開発し産業振興を図る目的で提唱した「河水統制計画」案も参考としており、このなかで尾瀬原ダム計画は只見川の一ダム計画から利根川・信濃川という日本の二大河川を巻き込んだ大規模な開発計画へと変わっていった。

## 計画の概要

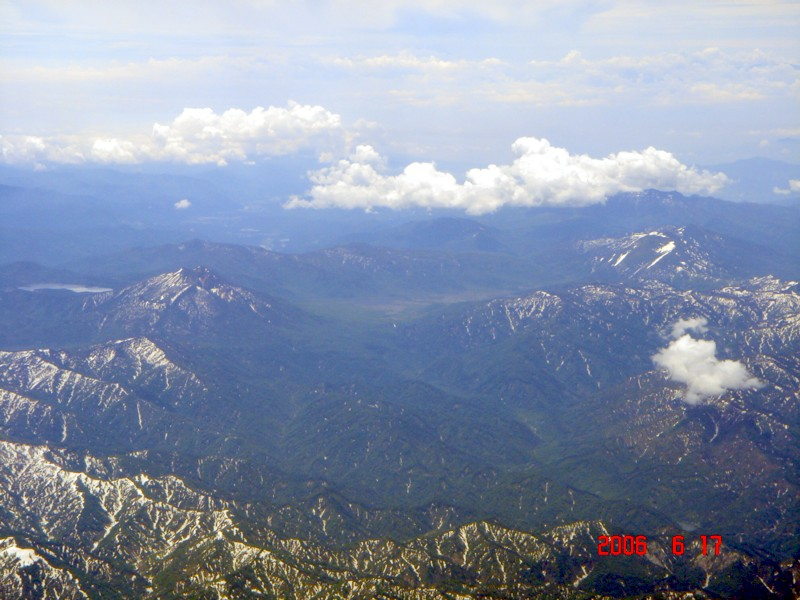
尾瀬空撮写真。左端が尾瀬沼、中央が尾瀬ヶ原でそこから只見川が延びる（谷の部分）。ダムが計画されていたのは尾瀬ヶ原出口である。

### 原案
1919年に関東水電が計画していた原案は、尾瀬沼と尾瀬ヶ原出口の二箇所にダムを建設、貯水した水を利根川水系に送水するというものであった。
まず只見川が流出する尾瀬沼出口に高さ 12.1 m のダムを建設して尾瀬沼の水位を 10 m 程度上昇させ、261.8 m の落差を利用して尾瀬第一発電所を設け只見川に放流。2,000 kW の発電を行う。続いて尾瀬ヶ原出口、只見川とヨッピ川の合流点下流に 18.18 m のダムを建設して尾瀬ヶ原に貯水池を設け、貯水した水はトンネルを通じて利根川支流の楢俣川に注ぐ湯の小屋川上流部に建設する尾瀬第二発電所に送水。ここで 23,152 kW を発電する。さらに尾瀬第二発電所で発電した水を再度全長 20 km のトンネルで導水、水上温泉街付近に尾瀬第三発電所を建設して 19,754 kW を発電。最終的に利根川に放流するという計画である。
これにより合計で 45,000 kW の電力が新たに開発されるとしたが、発表と同時に福島県が分水に反発。群馬県と対立した。また貴重な尾瀬ヶ原の湿原が標高 1,400 m 以下の部分において完全に水没することから、環境保全の面でも各方面から反対が相次いだ。しかし内務省と逓信省は尾瀬分水案を推し、分水に対抗するための福島県が許可した只見川本流筋における水利権使用も全て却下した。ところが1934年（昭和9年）に尾瀬が日光国立公園に指定されたことで環境保全の観点から尾瀬沼のダム計画を断念して尾瀬ヶ原の出口にダムを建設する案で内務省と逓信省の間で調整が図られた。

### 逓信省案
ここにおいてダム計画は「尾瀬ヶ原出口への建設」という骨子が固まった訳であるが、ダム地点は湿地帯であったことから当時盛んに建設されていた重力式コンクリートダムは建設に不適当な岩盤であった。このため逓信省は型式を当時日本では例のないロックフィルダムとする方向で検討を行った。当初 18.18 m であった高さは 65.0 m と大幅に拡大、さらに 15.0 m 引き上げられ高さ 80 m となり、最終的には 85 m にまで引き上げられた。型式についてはロックフィルダムを基本としたが、戦後の案ではダム両岸をロックフィルダムとし、安山岩が基礎となる中央部のみを重力式コンクリートダムとする案も出され、いわゆるコンバインダム案も検討された。ロックフィルダム案では右岸部に洪水吐きを設けているが、水門を設けず自由に湖水が流出する「自由越流方式」であった。
ダムによって出現する人造湖は総貯水容量 6億8,000万 m3 、有効貯水容量 3億3,000万 m3 という極めて莫大なもので、当時計画されていた北海道の雨竜第一ダム（雨竜川）によって出来た朱鞠内湖を遥かに凌駕し、仮に完成していれば徳山ダム（揖斐川）を上回る規模の人造湖になっていた。この豊富な水量を利用して大規模な発電を行おうとしていたが、第三次発電水力調査を基にした逓信省の案では、尾瀬原ダムで出来る人造湖を利根川に導水して揚水発電を行うという計画であった。後に1939年（昭和14年）に電力管理法施行に伴い設立された日本発送電（日発）が主体となって計画され、1944年（昭和19年）には尾瀬沼から三平峠をトンネルで貫き片品川へ導水する事業が着手された。これは当時日本発送電を監督していた荒木万寿夫軍需省電気局長が指令したもので、軍部に逆らう愚を悟った福島県も渋々同意している。
尾瀬原ダム及び尾瀬分水については1948年（昭和23年）に逓信省より電力関連行政を継承した商工省により設立された「尾瀬原・利根川・只見川総合開発調査審議会」において最終的な決定を見るが、同時期只見川の大規模な水力発電計画を調査していた日本発送電東北支店が1947年（昭和22年）に「只見川筋水力開発調査概要」を発表し、逓信省案とは異なる尾瀬原ダム計画を計画した。これは後に審議会で「只見川本流案」として提示され、逓信省案は「尾瀬分水案」として両者は比較されることになる。

### 尾瀬分水案

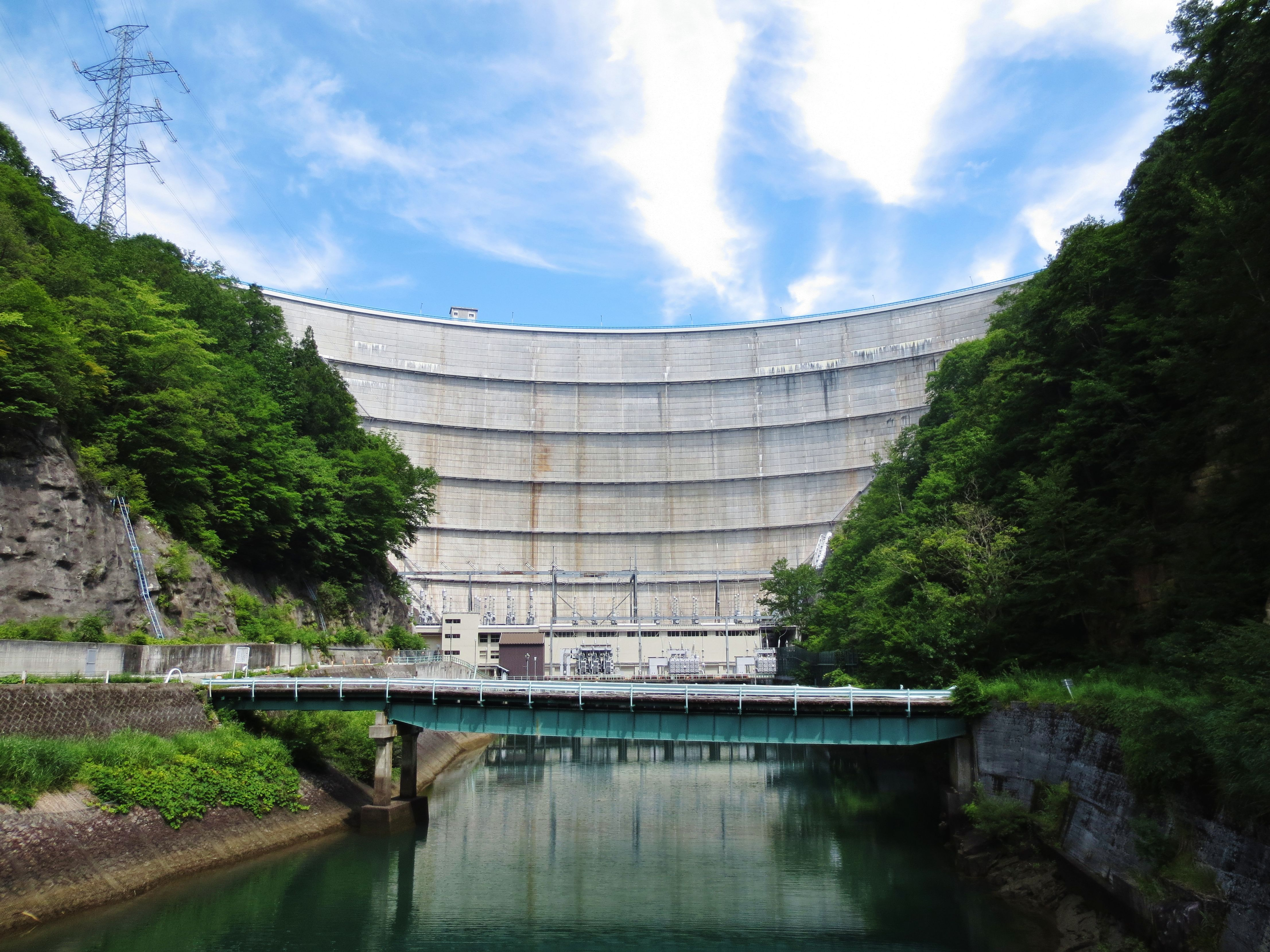
尾瀬原ダムの下池に擬されていた
矢木沢ダム（利根川）

1939年、群馬県は利根川の豊富な水量を治水と水力発電に利用するために「利根川河水統制計画」を策定した。この中で群馬県は利根川本川にダムを二箇所建設する計画を立てた。即ち楢俣地点に高さ 130 m 、幸知地点に高さ 52 m のダムを建設して治水と発電を行おうとしたが、その後逓信省案に参加する形で統合された。尾瀬原ダムを利用して利根川へ湖水を落とし、認可出力 364,000 kW の揚水発電を行う計画とした。揚水発電は1934年4月に野尻湖を利用した池尻川発電所が運転を開始していたが、日本では本格的かつ国内最大の揚水式水力発電所となり、当時としてはアメリカのフーバーダムに次ぐ規模の大規模水力発電であった。
この計画では尾瀬原ダムの他に利根川最上流部の湯の花温泉付近にダムを建設し、両地点を連携した揚水発電によって 364,000 kW を発電する。この時に選定された利根川のダム計画は、後に首都圏の水がめとなる矢木沢ダムの原点である。この時点では堤高 103 m 、有効貯水容量1億300万トンの規模で、これに伴い楢俣地点のダム計画が大幅に縮小、幸知地点のダム計画は一旦消滅した。
発電所については合計八箇所を計画し、その根幹として尾瀬第一発電所と尾瀬第二発電所を建設することで合計 677,000 kW の認可出力を発電する予定であった。この尾瀬第一発電所は尾瀬原ダム地点に、尾瀬第二発電所は矢木沢ダム地点に建設し、トンネルで両者を結んで揚水発電を行う。この他片品川へ尾瀬沼より導水して発電を行う他、利根川筋に水路式発電所を建設して首都圏への電力需要を賄おうとしたのである。1944年着手された片品川へ導水する施設については途中戦争による中断を経て1949年（昭和24年）に完成している。
利根川開発案での水力発電計画は次の通りである。なお、尾瀬原ダムを建設しない場合の案もあるがこれは割愛する。
| 河川   | 発電所   | 有効落差 (m) | 使用水量 (m³/S) | 認可出力 (kW) | ダム堤高 (m) | 有効 貯水容量 (千m²) |
| ------ | -------- | ------------ | --------------- | ------------- | ------------ | -------------------- |
| 只見川 | 尾瀬第一 | 290.0        | 74.0            | 179,000       | 85.0         | 330,000              |
| 只見川 | 尾瀬第二 | 300.0        | 74.0            | 185,000       | -            | -                    |
| 利根川 | 矢木沢   | 87.0         | 50.0            | 36,300        | 103.0        | 103,000              |
| 利根川 | 須田貝   | 81.6         | 40.0            | 27,200        | -            | -                    |
| 利根川 | 幸知     | 115.3        | 42.0            | 40,400        | -            | -                    |
| 利根川 | 小松     | 114.1        | 50.0            | 49,600        | -            | -                    |
| 利根川 | 岩本     | 108.3        | 55.0            | 49,600        | -            | -                    |
| 利根川 | 佐久     | 112.2        | 120.0           | 112,000       | -            | -                    |
| 計     | 8        | 1,208.5      |                 | 677,000       |              | 433,000              |

### 只見川本流案
「只見川本流案」における尾瀬原ダムの規模は高さ62 m 、有効貯水容量が 2億5,000万 m3 と「尾瀬分水案」よりも規模が小さい。だが最大の違いは揚水発電ではなく一般水力発電に変更され、かつ利根川への分水を行わないという点である。この点で福島県は「本流案」を支持した。
「本流案」の骨子は、只見川源流の尾瀬から阿賀野川中流の阿賀町まで、支流の伊南川を含めた形で21箇所の水力発電所とダムを階段式に建設し、只見川の河水を余すことなく利用するというものである。そして上流には大容量貯水池を有する大規模水力発電を設け、これを根幹として東北地方へ送電を行うことを目的とした。尾瀬原ダムは奥只見ダム、前沢ダム、田子倉ダム、内川ダムと共に上流大貯水池群の一環として計画された。

### 計画案の調整
戦後、経済安定本部によって1947年に「尾瀬原・利根川・只見川総合開発計画」が策定され、尾瀬原ダム計画は本格的に国策として推進された。だが、利根川への分水を巡って「只見川本流案」を策定した日発東北支社及びこれを支持する福島県と、「尾瀬分水案」を策定した日発関東支社及びこれを支持する群馬県が対立した。最大の問題は水利権問題である。既に尾瀬沼の水利権は関東水電の流れを汲む日発関東支社が保有していたが、只見川・阿賀野川の慣行水利権を保有する福島県が利根川への分水に強硬に反発した。
1948年には商工省が「尾瀬原・利根川・只見川総合開発調査協議会」が発足し意見調整が図られた。この中で新潟県が奥只見ダム・田子倉ダムから信濃川水系魚野川流域へ只見川の河水を分水する「只見川分流案」（流域変更案）を新たに呈示し、さらに状況は混沌とした。只見川の豊富な水を越後平野の灌漑（かんがい）用水に利用しようと目論む新潟県は福島県との間で「本流案」か「分流案」かで激しく対立しており、「尾瀬分水案」における利根川への分水には福島県との対抗上賛成するなど複雑な状態となった。
尾瀬原ダム計画を戦後日本復興の要と位置付けていた商工省や経済安定本部は、「只見川分流案」を施工法や費用の面で計画に疑問が残るとして再検討を行う一方、利根川案と只見川案の両立を図るために「理想案」を新たに呈示した。これは尾瀬原ダムの規模を大幅に拡大し堤高 100 m 、有効貯水容量 7億2,000万 m3 として利根川・片品川・只見川の三箇所に揚水発電所を建設、矢木沢ダムの他只見川の赤岩地点と、楢俣川・片品川に二箇所のダムを建設して冬季の平均総出力を 45万 kW とする計画である。この時点で三通りのダム案が出揃ったわけである。
| 案           | ダム堤高 (m) | 有効 貯水容量 (千m²) |
| ------------ | ------------ | -------------------- |
| 利根川開発案 | 85.0         | 330,000              |
| 只見川本流案 | 62.0         | 250,000              |
| 理想案       | 100.0        | 720,000              |

1950年（昭和25年）、第3次吉田内閣は国土総合開発法を施行し全国22地域を対象に「特定地域総合開発計画」を行う方針を発表した。河川を高度かつ広範囲にわたり開発し、治水・灌漑・水力発電に利用して戦後復興の基盤にしようと考えたのである。古くから有望な電源地帯として知られた只見川は1951年（昭和26年）12月、只見特定地域総合開発計画の対象地域として発表された。これにより「本流案」・「分流案」を巡る福島・新潟両県の争いは激化したが、政府はアメリカ合衆国海外技術調査団(OCI)に公表された只見川開発案全てを検討するように依頼する。求めに応じたOCIは来日後只見川・阿賀野川及び分流案の対象となる魚野川流域を実地調査し、費用対効果などの面で「本流案」が採用された。しかし新潟県がこれに反発し、最終的に吉田茂首相及び1952年（昭和27年）発足した電源開発が仲裁し、「本流案」に黒又川への分流を一部加える案（黒又川分水案）が示され、1953年（昭和28年）8月5日に両県が折衷案を受け入れることで合意し、問題は解決した。
この時「尾瀬分水案」は、この最終案に盛り込まれることはなかった。費用対効果の点で「本流案」に劣ること、水利権の問題における福島県の反発、後述する治水・環境問題がその主因であり、事実上棚上げの状態となった。一方「本流案」におけるダム計画についてOCIはまずダムの高さを 50 m として貯水容量を 1億2,500万 m3 に抑えて発電を開始し、その後の電力需要増大に併せて再開発を行って高さを逓信省案と同じ 85 m にまでかさ上げ、総貯水容量を 6億8,000万 m3 にすることで利根川への分水と揚水発電への変更を行うことが望ましいと勧告した。しかしこの勧告も実行に移されることは無く、東京電力は以後10年おきに尾瀬沼の発電用水利権は更新するものの、前述の対立もあってダム計画が進展することはなかった。
なお、OCIはこの勧告を行うに先立ち、ダム建設予定地に赴いて基礎地盤や水量など基本データを調べる予備調査を実施。公益事業委員会への報告書においてダムの設計図を作成している。OCIは当初重力式コンクリートダムの建設を志向したが基礎地盤が悪く断念した。代わりに逓信省案と同様にロックフィルダムを採用。将来のかさ上げを見越して現在御母衣ダム（庄川）や九頭竜ダム（九頭竜川）で採用されているタイプ、すなわち水を遮るダム本体中心の不透水層が斜めに傾いている傾斜土質遮水壁型ロックフィルダムとした。長さは 945 m 、洪水を放流する余水吐きはダム右岸に設置し水門を設けない自由越流型のものを採用している。さらに放流した水が下流に影響を及ぼさないための逆調整池として白沢川との合流点付近に高さ 39 m 、貯水容量 18万 m3 の大津岐ダムを建設することも報告書に盛り込んだ。

## ダム計画反対運動
尾瀬原ダム計画は極めて大規模なダム計画であり、ダム建設によって様々な問題が表面化することとなった。このため各方面より反対意見が持ち上がるが、その主要なものとしてダム建設による尾瀬ヶ原消滅という環境問題と、只見川の水利権問題の二つがある。

### 環境問題

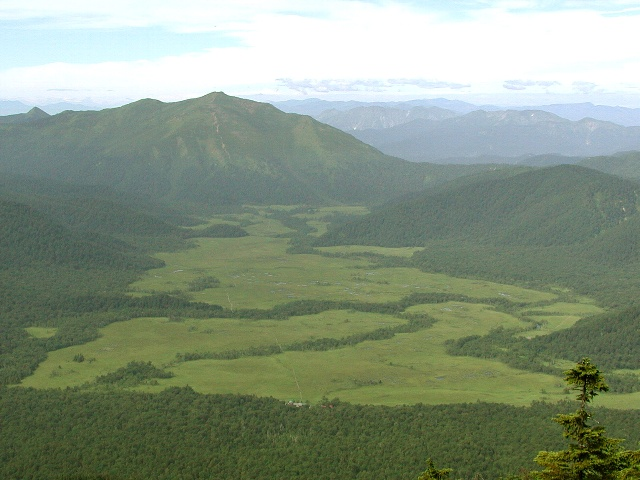
尾瀬ヶ原全景
ダムが完成していればこの光景は見られなかった

尾瀬沼・尾瀬ヶ原は日本でも有数の湿地帯であり、本来寒帯・亜寒帯にしか自生しない高山植物や独自の生態系を有し、生物学的に貴重であった。だが、建設計画が持ち上がった時には開発が最優先で考えられ、「尾瀬の自然を残すよりも、尾瀬を開発したほうが将来の日本のためである」と言う意見が内務省や逓信省でまかり通っていたのは事実であった。
だが、同じ官庁でも尾瀬原ダム計画に反対する官庁があった。一つは文部省であり、「尾瀬原・利根川・只見川総合開発調査協議会」の第一回会合（1948年2月19日）において次のような意見を述べている。
として学術的価値から尾瀬の保存を求めダム建設には反対しており、同年3月には「尾瀬ヶ原の学術的価値について」というパンフレットを発行して再度反対表明を行っている。また、当時国立公園を管轄していた厚生省も反対の立場を明確にしている。審議会では、
と主張し、上高地、熊野川、黒部峡谷（黒部ダム）と並び開発には容認出来ないとして真っ向から反対した。文部・厚生両省は計画当初から一貫してダム計画には反対している。
一方民間からの反対運動では平野長蔵が有名である。明治期に尾瀬の自然に魅せられた長蔵は「長蔵小屋」を建てたが、1919年にダム計画が持ち上がると尾瀬の自然を守る為反対運動を単身で行った。1922年（大正11年）、長蔵は「長蔵小屋」へ永住しダム計画に抵抗の意思を示し、翌1923年（大正12年）には当時の加藤友三郎内閣の内務大臣であった水野錬太郎に尾瀬原ダム計画見直しの嘆願書を送付した。単身で厳しい自然の尾瀬に永住するのは想像を絶するが、「尾瀬を守りたい」という思いが、艱難辛苦の暮らしを支えた。
長蔵の死後は子の平野長英が小屋に住んだが、折から1949年に尾瀬沼の片品川へ導水するためのトンネルが完成。ダム計画も前述の様に規模を拡大する方向で進められていく状況であった。これに対し長英もダム反対を唱えたが、このころには尾瀬の自然を守ろうとする文化人や登山家が長英の活動を支援し、尾瀬原ダム建設に反対する為の運動を開始した。これが同年に発足した「尾瀬保存期成同盟」であり、文部省・厚生省の反対表明と同様に尾瀬の保存を世間にアピールした。その後はダム反対運動だけでなくスーパー林道建設反対運動やゴミ持ち帰り運動を進め、尾瀬の自然保全に活躍した。そしてこの「同盟」は現在の日本自然保護協会へと発展し、尾瀬原ダム反対運動は日本の自然保護運動の嚆矢として、自然保護史に名を残した。
こうした自然保護運動は尾瀬の環境保護行政に拍車を掛け、1953年には「国立公園特別保護地域」に指定され、1956年（昭和31年）には天然記念物に、続く1960年（昭和35年）には特別天然記念物に指定された。こうした流れに東京電力は1964年（昭和39年）に管理する尾瀬の森林を「水源涵養林」に指定して伐採を原則禁止とし、さらに1966年（昭和41年）3月には尾瀬原ダム計画を事実上凍結し、ダムに拠らない形で利根川水系に発電用の導水を行う方向に事業を大幅縮小した。

### 水利権問題
一方水利権問題は、既に福島県と群馬県の対立が表面化していたが、「只見川本流案」の採用によって一旦は収束するかに見えた。だが、高度経済成長に伴って今度は水資源開発の観点から再度水利権の問題が浮上した。
「利根川開発案」は1949年に「利根川改訂改修計画」の策定に伴い、ダム事業は建設省の管轄となって分割され、水利権問題に加えてこれも要因となって尾瀬原ダム計画は棚上げされた。だが、首都圏の水需要がひっ迫するに連れて、次第に尾瀬原ダムを水資源に利用しようという動きが利根川を水源とする東京都を始め関東各県に広がり、「尾瀬水利対策期成同盟会」が東京都を始め埼玉県・千葉県・茨城県・栃木県・群馬県の一都五県によって結成された。当時は利根川水系に9箇所のダムを建設する計画、後の利根川上流ダム群計画が進められ、沼田ダム計画などの大規模多目的ダムが計画されていた。この水資源開発に尾瀬沼ダムを利用しようという動きは次第に高まった。即ち、尾瀬原ダムの貯水を利根川へ導水し上水道・工業用水道といった新規利水を確保しようとする目論見である。1953年には「一都五県利根川治水促進大会」が開かれ、この中で沼田ダム建設促進と共に沼田ダムとの連携を図るための尾瀬原ダム建設促進も要求した。
だが、豊富な水量を有する只見川は水力発電だけでなく、新潟平野を始めとする穀倉地帯を潤す貴重な水であり、福島県としても断固として譲れないものであった。そして「尾瀬水利対策期成同盟会」に対抗すべく福島県は新潟県と共同して只見川水利権の関東分水に猛反発した。両県には青森県・岩手県・宮城県・秋田県・山形県の東北地方五県も加わり、「人口が多ければ、こちら（東北・新潟）に移転すれば水問題も解決する」として一歩も譲らず、遂に関東対東北の対立にまで発展する。折から河川法の改正が1964年に実施され、阿賀野川水系は1966年4月に一級水系に指定され、河川管理者は建設省に移ることになった。
すると今度は水利権の許認可を巡って建設省を舞台に群馬県は認可を求め、福島県と新潟県は不認可を求め陳情を繰り返すという泥沼となり、十年毎の尾瀬沼水利権更新時には特に激烈となった。建設省はその度に処分を先送りし、問題解決を後回しにしたため尾瀬分水・尾瀬原ダム計画は宙に浮いたまま、水利権更新のみを繰り返すだけとなった。

## 計画の終焉
こうして問題を先送りにしたまま計画から70年以上経過した尾瀬原ダム計画であるが、転機が訪れた。1993年（平成5年）の行政手続法の施行である。この法律で行政処分の執行期限が明文化され、今までのように水利権更新の度に処分の留保が出来なくなった。こうした状況の中、1996年（平成8年）に再度の水利権更新期日が迫った。
待ったなしの状況の中、これ以上の事業推進は困難と見た東京電力は3月31日、尾瀬沼の水利権更新を断念し放棄した。この時点をもって、77年に及ぶ「尾瀬原ダム計画」は頓挫し、完全に終焉を迎えた。背景には福島・新潟両県の水利権に対する頑強な抵抗と環境問題の意識向上に加え、新高瀬川発電所・玉原発電所・今市発電所を始め尾瀬原ダムを大幅に凌駕する出力の揚水発電所が多数建設されたことも、背景にあるといわれている。環境とコスト&パフォーマンスの両面で、尾瀬原ダムの必要性が極めて少なくなった結果の中止であるといえる。水利権放棄と同時に「尾瀬水利対策期成同盟会」も解散している。ただし1949年に完成した尾瀬沼の片品川導水に関する水利権はそのまま更新・保持された。
こうして尾瀬はダム水没の危機を脱出した。その後尾瀬は2005年（平成17年）にラムサール条約の登録湿地に認定され、世界に認められた湿地帯となった。そして2007年（平成19年）8月、尾瀬は日光国立公園から独立して尾瀬国立公園となった。

## 関連年表
- 1919年 - 関東水電、群馬県知事に尾瀬沼の水利権取得を申請。ダム計画がスタートする。
- 1921年 - 群馬県、関東水電に尾瀬沼の水利権取得を許可する。
- 1922年 - 平野長蔵、ダム計画に反対するため「長蔵小屋」への永住を始める。
- 1923年 - 平野長蔵、水野錬太郎内務大臣に「ダム計画中止」の嘆願書を送付する。
- 1934年 - 尾瀬が日光国立公園に指定される。内務省と逓信省の協議で尾瀬沼から尾瀬ヶ原へダム地点を移動させる。
- 1938年 - 逓信省、「第三次発電水力調査」を実施。ダムから利根川への分水を図る「利根川開発案」を基本計画案として呈示する。
- 1939年
  - 日本発送電（日発）が発足、ダム事業は以後日発の手に委ねられる。
  - 群馬県、「利根川河水統制計画」を発表。
- 1944年 - 尾瀬沼より片品川へ導水するトンネル工事が開始される。
- 1947年
  - 日発東北支社、「只見川筋水力開発計画概要」を発表し、「只見川本流案」を呈示する。
  - 経済安定本部、「尾瀬原・利根川・只見川総合開発計画」に着手する。
- 1948年
  - 商工省、「尾瀬原・利根川・只見川総合開発調査審議会」を設立し、関係機関との意見調整を図る。
  - 新潟県、信濃川水系への分水を図る「只見川分流案」を呈示する。
  - 文部省、パンフレット「尾瀬ヶ原の学術的価値について」を発表。ダム計画に反対を表明する。厚生省も反対を表明。
- 1949年
  - 尾瀬沼から片品川へ導水するトンネル工事が完成する。
  - 尾瀬の自然を守る目的で「尾瀬保存期成同盟」が結成され、ダム計画反対を表明する。
- 1951年
  - 「電力事業再編令」に伴い日発が分割、東京電力・東北電力が誕生する。尾瀬沼の水利権は東京電力が継承する。
  - 国土総合開発法に伴い、只見川流域が只見特定地域総合開発計画対象地域に指定される。
  - 「尾瀬保存期成同盟」が発展し、日本自然保護協会が発足する。
- 1953年
  - 電源開発調整審議会で「只見川本流案」+「分流案」の一部が正式な事業として決定、ダム計画は棚上げとなる。
  - 尾瀬が日光国立公園の「国立公園特別保護地域」に指定される。
  - 「一都五県利根川治水促進大会」開催。尾瀬原ダムを沼田ダムと連携して運用するため、東京都を始め関東地方一都五県と都県選出の国会議員が、ダムの早期建設を要望する。
- この頃、関東一都五県が「尾瀬水利対策期成同盟会」を結成。水資源確保のため利根川への分水計画を推進する。
- 1956年 - 尾瀬が天然記念物に指定される。
- 1960年 - 尾瀬が特別天然記念物に指定される。
- 1966年
  - 東京電力、貯水池案を大幅修正して利根川への分水案に計画を縮小する。ダム計画は事実上凍結される。
  - 阿賀野川水系が一級水系に指定され、水利権の許認可権者が建設大臣に移行される。
- これ以後、分水の是非を巡り東北地方と関東地方の都県が激しく対立。水利権問題は結論が先送りにされ、ダム・分水計画は完全に宙に浮いた状態となる。
- 1993年 - 行政手続法が施行され、水利権問題の引き延ばしが困難となる。
- 1996年 - 東京電力、尾瀬沼の水利権更新を断念し権利を放棄。これによりダム計画・分水計画が共に消滅する。